# Maurice Prochasson
Pour les articles homonymes, voir Prochasson.
Maurice Prochasson, né le 21 juillet 1901 à Paris et mort le 7 août 1964 dans la même ville, est un chirurgien-dentiste, militaire et résistant français, Compagnon de la Libération. 

## Biographie

### Jeunesse et formation
Maurice Prochasson naît le 21 juillet 1901 dans le 17e arrondissement de Paris, d'un père métallurgiste et d'une mère professeure de piano. En mai 1921, il débute son service militaire au 87e régiment d'artillerie lourde à tracteurs où il est maitre-pointeur. Il passe ensuite au 166e régiment d'artillerie à pied où il termine son service en avril 1923. Devenu chirurgien-dentiste, il exerce à Paris et est parallèlement réserviste au quartier-général de l'artillerie puis à la 22e section d'infirmiers.

### Seconde Guerre mondiale
Mobilisé le 30 août 1939, il est affecté au 27e groupe chirurgical mobile à Metz et participe à la bataille de France. Après l'armistice du 22 juin 1940, il est démobilisé le 2 août suivant. Désireux de poursuivre le combat, il s'évade vers l'Espagne et rejoint le territoire britannique de Gibraltar,. Après un passage au Maroc où il fournit d'importants documents chiffrés à l'Intelligence Service, il parvient en Angleterre où il s'engage dans les Forces aériennes françaises libres le 28 octobre 1941,. Après une période de détachement au sein des Forces navales françaises libres à Greenock en tant qu'inspecteur de la stomatologie, il est affecté au service de santé des forces françaises libres terrestres (FFL) et désigné pour partir au Levant.
Débarqué au Liban en mars 1942, il est affecté à l'ambulance chirurgicale légère (ACL) des FFL et passe quelques semaines à Beyrouth et en Syrie avant de partir pour l'Égypte où il stationne à Sollum, à proximité de la frontière avec la Libye. Le 30 avril 1942, il est détaché de l'ACL pour renforcer la 1re brigade française libre au poste de Bir Hakeim et participe à la bataille éponyme,. De retour à l'ACL, il prend part à la seconde bataille d'El Alamein puis à la campagne de Tunisie,.
Désigné pour le corps expéditionnaire français en Italie, il débarque à Naples le 27 avril 1944. Lors de l'attaque de la ligne Gustave par la 1re division française libre (1re DFL) en mai suivant, il met à profit sa formation d'artilleur en servant une pièce d'artillerie et démontre ses talents de pointeur en assurant des tirs précis. Cependant, ne pouvant se permettre de perdre des médecins au combat, le général Brosset le réaffecte à son poste de dentiste. Il opère cependant au plus près des combattants, notamment lors des combats de Pontecorvo. En août 1944, il participe au débarquement de Provence et suit la 1re DFL dans sa progression pour la libération de la France. Stationné à Villersexel et à Lure de septembre à décembre 1944, il est détaché à Saintes du 19 au 27 décembre en soutien des forces combattant sur la poche de La Rochelle. Il participe ensuite à la bataille d'Alsace au cours de laquelle il est stationné au Hohwald,. Sur le front des Alpes-Maritimes à partir de mars 1945, il stationne successivement à Cannes puis à Beaulieu-sur-Mer où il termine la guerre avec le grade de médecin-lieutenant.

### Après-Guerre
Dans les Alpes-Maritimes jusqu'en juin 1945, il est ensuite dirigé vers la région parisienne où il est affecté au 1er bataillon médical. Promu médecin-capitaine, il est muté à la 51e compagnie médicale de l'élément divisionnaire no 1 le 1er avril 1946. Stationné à Clermont-Ferrand, il est finalement démobilisé le 31 août 1946. Le 5 avril 1947, il est rappelé par l'armée et mis à disposition du corps de liaison administrative d'Extrême-Orient. Promu dentiste-commandant, il embarque pour l'Indochine et arrive à Saïgon le 14 avril 1947. D'abord chef d'un centre de stomatologie au sein du détachement automobile des infirmiers coloniaux, il est ensuite affecté à l'hôpital Lanessan d'Hanoï. Revenu en métropole en décembre 1948, il est hospitalisé au Val-de-Grâce au début de l'année 1949 du fait d'une maladie contractée en Asie puis bénéficie d'un congé de convalescence avant de quitter définitivement l'armée.
Maurice Prochasson meurt des suite de sa maladie le 7 août 1964 à Paris. Il est inhumé à Chalo-Saint-Mars, dans l'Essonne.

## Décorations
|  |  |  |
|  |  |  |

| Officier de la Légion d'Honneur Par décret du 12 avril 1951                    | Officier de la Légion d'Honneur Par décret du 12 avril 1951                    | Officier de la Légion d'Honneur Par décret du 12 avril 1951                    | Compagnon de la Libération Par décret du 7 août 1945 | Compagnon de la Libération Par décret du 7 août 1945 | Compagnon de la Libération Par décret du 7 août 1945 | Croix de guerre 1939-1945 Avec une palme et trois étoiles de bronze | Croix de guerre 1939-1945 Avec une palme et trois étoiles de bronze | Croix de guerre 1939-1945 Avec une palme et trois étoiles de bronze |
| Croix de guerre des Théâtres d'opérations extérieurs Avec une étoile de bronze | Croix de guerre des Théâtres d'opérations extérieurs Avec une étoile de bronze | Croix de guerre des Théâtres d'opérations extérieurs Avec une étoile de bronze | Médaille de la Résistance française                  | Médaille de la Résistance française                  | Médaille de la Résistance française                  | Médaille coloniale Avec agrafes "Bir Hakeim" et "Libye"             | Médaille coloniale Avec agrafes "Bir Hakeim" et "Libye"             | Médaille coloniale Avec agrafes "Bir Hakeim" et "Libye"             |